# Celestino Usuelli
Celestino Usuelli (Milan, 8 avril 1877 - San Germano Vercellese, 6 avril 1926) est un alpiniste mais surtout un scientifique et ingénieur aérospatial italien qui a été un des pionniers dans le développement de l'aviation en Italie, notamment dans le domaine des dirigeables.

## Ses débuts: alpiniste
Né à Milan, dès son plus jeune âge, il développe une forte activité commerciale avec l'Amérique latine. Il sera très vite attiré par l'escalade des montagnes des Andes. En 1901, il sera le premier alpiniste à gravir le sommet du volcan Chachani au Pérou, d'une hauteur de 6 075 mètres. En 1903, il sera le second alpiniste à gravir le volcan équatorien de Chimborazo à 6 310 mètres.

## Son activité aéronautique

### Les ballons & aérostats
À peine revenu en Italie, après ses exploits d'alpiniste dans les Andes, Usuelli se fait vite remarquer par sa témérité à effectuer les premiers vols en ballon.
En juin 1906, il quitte Milan avec deux amis aéronautes, mais est entraîné par un vent d'une violence extrême, sur 400 km, qui le précipite dans la mer Adriatique à la suite d'une tempête au large d'Ancône. Usuelli s'en sort sans gravité mais ses deux camarades sont tués dans l'accident.
Cinq mois plus tard, dans le cadre des manifestations organisées pour l'Exposition internationale de Milan, Usuelli réussit un exploit en étant le premier à traverser les Alpes dans un ballon, à partir du côté italien. Le 11 novembre 1906, il survole les Alpes avec Crespi, en un peu plus de quatre heures, entre Milan et Aix-les-Bains en Savoie. Le ballon s'appelait  Milano .
Le 5 juillet 1907, Usuelli atteint l'altitude de 5 700 mètres dans un ballon. Il a participé à diverses compétitions d'aérostats internationales, comme les éditions de la Coupe Gordon Bennett en 1908 et 1912. Lors de cette dernière édition, avec Aldo Finzi, il a établi le record italien de distance et durée, couvrant 1 112 km en 28 heures. Il terminera à la dixième place du classement général.

### Les dirigeables Usuelli
Après avoir obtenu le 10 août 1910, le brevet de pilote de dirigeable, Usuelli, passionné par ce moyen de transport aérien, se consacre à la conception et à la construction de dirigeables et installe son laboratoire à la Bovisa, dans la banlieue de Milan. Parmi ses réalisations, il faut signaler le U.3 de 1914, un dirigeable destiné à la formation des futurs pilotes de dirigeables et l'U.4, un aéronef militaire pour lutter contre les sous-marins.

## Sa disparition prématurée
Celestino Usuelli poursuit son activité de construction qui l'amène, en 1919 à Rome, à concevoir en collaboration avec trois autres ingénieurs spécialistes italiens, Umberto Nobile, Eugenio Prassone et Gaetano Arturo Crocco, le dirigeable géant T.34, qui sera revendu à la Marine des États-Unis en 1921 et qui le renommera Roma.
Il avait à peine terminé les études d'un dirigeable encore plus gros, le T.120 quand, en 1926, il décède dans un accident automobile à l'âge de seulement quarante-neuf ans.